# 1969년
1969년은 수요일로 시작하는 평년이다.

## 사건
- 3월 2일 - 중소 국경 분쟁 - 우수리강의 진보도(珍寶島, 다만스키도)에서 두 나라 무력 충돌.
- 3월 17일 - 골다 메이어가 이스라엘의 총리에 취임.
- 3월 28일 - 교황 바오로 6세가 천주교 서울대교구장 김수환(스테파노) 대주교를 추기경으로 임명하다.
- 4월 28일 - 바티칸에서 김수환(스테파노) 추기경의 추기경 서임식이 거행되다.
- 4월 28일 - 드 골이 프랑스 대통령직에서 물러나다.
- 6월 28일 - 스톤월 항쟁 발생.
- 7월 20일 - 아폴로 11호가 달에 착륙하여 닐 암스트롱과 버즈 올드린이 달 표면을 걸은 최초의 인간이 되다.
- 7월 25일 - 닉슨 독트린 발표.
- 9월 1일 - 리비아, 무아마르 알카다피 대위, 군사 쿠데타 일으켜 왕정을 무너뜨리고 공화국 수립.
- 9월 7일 - 브라질, 정식 국호를 브라질에서 브라질연방공화국으로 개칭.
- 9월 12일 - 베트남 전쟁: 미군, 리처드 닉슨 대통령의 명령으로 북베트남 폭격 재개.
- 9월 14일 - 민주공화당, 3선개헌안과 국민투표법안 국회서 변칙 통과시킴.
- 10월 11일 - 소비에트 연방, 우주선 소유스 6호 발사.
- 10월 14일 - 미국 원자력 항공모함 CVN-65 엔터프라이즈에서 폭발사고가 발생하여, 25명이 사망하고 85명이 부상당함.
- 10월 15일 - 베트남 전쟁: 수십만명의 사람들이 미국에서 반전 시위를 벌이다.
- 10월 17일 - 대한민국에서 삼선 개헌안에 대한 국민투표가 시행되다.
- 12월 11일 - 대한항공 YS-11기 납북 사건이 발생하다.

## 문화
- 3월 1일 - 대한항공 창립.
- 3월 2일 - 콩코드의 첫 비행이 성공.
- 3월 19일 - 코나미 창립.
- 4월 7일 - 인터넷의 상징적인 생일: RFC 1 발표.
- 4월 30일 - KBS-TV(현 KBS1)의 광고방송(상업광고방송)을 마지막으로 방영을 했다.
- 5월 1일
  - KBS-TV(현 KBS1)의 광고방송(상업광고방송)을 폐지를 했고, 아침시간에 교육방송을 시작을 하였다.
  - KBS TV(현 (KBS1)의 광고방송(상업광고방송) 폐지에 따른 동양방송(현 KBS2)만 동양방송의 광고방송(상업광고방송)을 시간과 편성 및 확대를 하였다.
- 5월 29일 - 천주교 안동교구가 설립되었다.
- 6월 3일 - 엘튼 존, 앨범 'Empty Sky' 로 솔로 데뷔.
- 6월 10일 - 경부선 동대구역 부산역 동시역사 준공 영업개시.
- 7월 25일 - 광주역사 준공 이전.
- 8월 8일 - MBC TV 개국 및 광고방송(상업광고방송) 실시.
- 8월 15일 - 미국 뉴욕주에서 3일간의 최대의 록 축제 우드스탁 페스티벌이 열리다. 'The Woodstock music and art fair 1969'.
- 9월 19일 - 21세의 한대수, 남산 드라마센터에서 자작곡 위주의 공연. 이 공연을 계기로 비로소 한국 대중음악에 팝송 번안곡이 아닌 진정한 '자작곡 시대'가 열림.
- 9월 26일 - 대한민국의 스포츠 전문 일간지 일간스포츠 창간.
- 10월 1일 - 영국과 프랑스 공동개발 여객기 콩코드, 세계 최초로 초음속 비행 성공.
- 10월 2일 - 서해방송 개국.
- 10월 5일 - 일본의 후지 TV에서 애니메이션 사자에상을 시작함.
- 10월 7일 - 대한민국 최초의 다목적댐인 진주 남강댐 준공.
- 10월 29일 - 영화 사운드 오브 뮤직이 대한민국에서 개봉
- 11월 - 도라에몽을 만화가 후지코 F. 후지오가 연재하기 시작함.
- 11월 10일 - 미국의 어린이 교육 프로그램 세서미 스트리트 방송 시작.
- 12월 25일 - 제3한강교 개통.
- 12월 29일 - 울산고속도로 개통.

## 탄생

### 1월
- 1월 1일
  - 대한민국의 배우 지대한.
  - 대한민국의 패션 기업인, 작가, 번역가 김정아.
- 1월 2일 - 미국의 모델 크리스티 털링턴.
- 1월 3일 - 독일의 자동차 경주 선수 미하엘 슈마허.
- 1월 4일 - 대한민국의 기업인 유혁.
- 1월 5일
  - 미국의 음악가 마릴린 맨슨.
  - 미국의 배우 셰이 위검.
- 1월 8일
  - 대한민국의 배우 정재곤.
  - 대한민국의 배우 정민경.
- 1월 9일 - 대한민국의 강사 양영준.
- 1월 10일 - 대한민국의 기자 이용마. (~2019년)
- 1월 11일
  - 일본의 성우 히카미 쿄코.
  - 미국의 배우 카일 리처즈.
- 1월 12일 - 크로아티아의 전 축구 선수, 현 축구 감독 로베르트 프로시네치키.
- 1월 14일
  - 미국의 음악가 데이브 그롤.
  - 미국의 배우 제이슨 베이트먼.
- 1월 15일
  - 대한민국의 언론인,정치인 한민수.
  - 대한민국의 서양화가 서경희.
- 1월 16일 - 대한민국의 의사, 대학교수 김대중.
- 1월 17일
  - 대한민국의 배우 윤유선.
  - 네덜란드의 음악 프로듀서 티에스토.
- 1월 18일
  - 미국의 프로레슬러, 배우 데이브 바티스타.
  - 대한민국의 성우 송준석.
  - 미국의 음악가 짐 오루크.
  - 대한민국의 정치인 김유정.
  - 대한민국의 성우 김경수.
  - 대한민국의 배우 이정인.
  - 일본의 배구 지도자 반다이라 마모루.
- 1월 19일 - 몬테네그로의 전 축구 선수 프레드라그 미야토비치.
- 1월 22일 - 대한민국의 앵커, 기자 편상욱.
- 1월 23일
  - 대한민국의 수의사 박상표. (~2014년)
  - 대한민국의 카누 선수 박경철.
- 1월 24일
  - 대한민국의 테니스 선수 김일순.
  - 대한민국의 배우 유호정.
- 1월 25일 - 대한민국의 배우 박지영.
- 1월 27일 - 대한민국의 전 야구 선수, 야구코치 박정태.
- 1월 29일 - 일본의 가수 하이도.

### 2월
- 2월 1일
  - 대한민국의 교육인, 정치가 나향욱.
  - 아르헨티나의 전 축구 선수 가브리엘 바티스투타.
- 2월 2일 - 러시아의 전 축구 선수, 현 축구 감독 발레리 카르핀.
- 2월 3일
  - 대한민국의 배우 이칸희.
  - 미국의 정치인, 변호사, 군인 보 바이든. (~2015년)
- 2월 5일
  - 일본의 성우 키우치 히데노부.
  - 영국 웨일스의 배우 마이클 신.
- 2월 6일
  - 일본의 싱어송라이터 겸 배우 후쿠야마 마사하루.
  - 스위스의 축구 심판 마시모 부사카.
- 2월 11일
  - 대한민국의 가수 겸 배우 김희라.
  - 미국의 배우 제니퍼 애니스턴.
- 2월 12일
  - 대한민국의 전 축구 선수, 현 축구 감독 홍명보.
  - 미국의 영화감독 대런 애러노프스키.
- 2월 14일 - 브라질계 일본의 가수, 배우 마르시아.
- 2월 15일
  - 대한민국의 가수 권선국.
  - 대한민국의 정치인 전진숙.
- 2월 18일 - 대한민국의 작가 이경아.
- 2월 20일
  - 세르비아의 축구 선수 시니샤 미하일로비치. (~2022년)
  - 일본의 배우 와타나베 아즈사.
  - 대한민국의 배우, 재일동포 3세 배우 김인우.
  - 미국의 영화제작자 제이슨 블럼.
- 2월 21일 - 한국계 독일의 안과 의사 스벤 리.
- 2월 22일
  - 덴마크의 전 축구 선수 브리안 라우드루프.
  - 벨기에의 전 축구 선수, 현 축구 코치 마르크 빌모츠.
  - 미국의 배우 토머스 제인.
- 2월 23일
  - 대한민국의 배우 김소이.
  - 대한민국의 음악가 신윤철.
- 2월 24일
  - 대한민국의 아나운서 최승돈.
  - 대한민국의 방송인, 배우 김승우.
  - 대한민국의 성우 배주영.
- 2월 26일
  - 일본의 게임 음악 작곡가 사키모토 히토시.
  - 중국의 반체제 인사, 인권 운동가 왕단.
  - 대한민국의 성우 박조호.
- 2월 27일 - 대한민국의 가수 조장혁.
- 2월 28일 - 대한민국의 성우 이자명.

### 3월
- 3월 1일 - 스페인의 배우 하비에르 바르뎀.
- 3월 2일 - 대한민국의 서양화가 이진이.
- 3월 3일
  - 대한민국의 영화 프로듀서, 영화 감독, 각본가 조성규.
  - 일본의 펜싱 선수, 지도자 아베 긴야.
- 3월 5일
  - 일본의 성우 나츠키 리오.
  - 미국의 배우, 가수, 작곡가, 모델 리나 리펠.
- 3월 6일
  - 대한민국의 드러머 채제민.
  - 대한민국의 검사. 대검찰청 반부패강력부장, 법무부 검찰국장, 서울남부지검장 심재철.
- 3월 7일
  - 대한민국의 배우 신애라.
  - 대한민국의 트로트 가수 박상철.
  - 대한민국의 가수, 기업인, 변호사 조현문.
- 3월 8일
  - 대한민국의 정치인 박정옥. (~2020년)
  - 대한민국의 언론인 최진순.
  - 대만의 배우 임지현.
- 3월 9일
  - 대한민국의 기업인 공윤성.
  - 미국의 앵커, 사회자, 변호사 킴벌리 길포일.
- 3월 10일 - 대한민국의 모델, 배우 안계범.
- 3월 11일
  - 대한민국의 가수 박승화.
  - 미국의 배우 테런스 하워드.
- 3월 12일
  - 영국의 가수 그레이엄 콕슨.
  - 일본의 성우 오카무라 아케미.
- 3월 13일 - 대한민국의 성우 이상범.
- 3월 15일 - 핀란드의 가수 티모 코티펠토.
- 3월 16일
  - 이탈리아의 펜싱 선수 토니 테렌치.
  - 쿠바의 권투 선수 후안 에르난데스 시에라.
- 3월 17일
  - 영국의 디자이너 알렉산더 매퀸. (~2010년)
  - 루마니아의 정치인 일리에 볼로잔.
- 3월 19일 - 대한민국의 전 야구 선수, 현 야구 코치 김민호.
- 3월 21일
  - 대한민국의 가수 전유나.
  - 이란의 전 축구 선수, 현 축구 감독 알리 다에이.
- 3월 26일 - 대한민국의 성우 강경아.
- 3월 27일 - 미국의 가수 머라이어 캐리.
- 3월 28일 - 미국의 영화 감독 브렛 래트너.
- 3월 31일 - 대한민국의 작곡가, 가수 곽영준.

### 4월
- 4월 1일
  - 대한민국의 변호사 겸 정치인 고영일.
  - 미국의 성우 에이프릴 스튜어트.
- 4월 3일 - 오스트레일리아의 배우 벤 멘덜슨.
- 4월 4일
  - 미국의 정치인 모 코원.
  - 콜롬비아의 권투 선수 호르헤 훌리오.
- 4월 5일 - 대한민국의 배우 임동민.
- 4월 6일
  - 미국의 배우 폴 러드.
  - 대한민국의 배우 김원해.
- 4월 8일 - 대한민국의 배우 정호빈.
- 4월 10일
  - 대한민국의 전 축구 선수, 현 축구 코치 이상윤.
  - 대한민국의 배우 공형진.
  - 대한민국의 작곡가, 작사가 유영진.
  - 대한민국의 전 축구 선수 김진형.
- 4월 11일
  - 일본의 가수, 작사가, 작곡가 모리타카 치사토.
  - 일본의 축구 선수 니노미야 히로시.
- 4월 12일 - 대한민국의 보디빌더 김준호.
- 4월 14일
  - 대한민국의 기자 고희경.
  - 일본의 전 야구 선수, 현 야구 코치 하세베 유타카.
  - 미국의 영화감독 제임스 그레이.
- 4월 17일 - 대한민국의 범죄자 정남규. (~2009년)
- 4월 18일 - 일본의 구황족 구로다 사야코.
- 4월 19일
  - 미국의 배우, 연출가 섀넌 리.
  - 미국의 언어학자 앤드루 카니.
- 4월 20일
  - 대한민국의 전 야구 선수, 현 야구 코치 차명석.
  - 대한민국의 정치인 허대만. (~2022년)
  - 대한민국의 성우 이원준.
- 4월 21일
  - 대한민국의 성우 박형욱.
  - 잉글랜드의 배우 토비 스티븐스.
  - 미국의 저널리스트, 진행자 로빈 미드.
- 4월 22일 - 대한민국의 의학자 이국종.
- 4월 23일
  - 대한민국의 방송인, 정치인 박성준.
  - 소련의 체조 선수 옐레나 슈슈노바. (~2018년)
- 4월 25일 - 미국의 배우 러네이 젤위거.
- 4월 26일 - 대한민국의 성우 류다무현.
- 4월 27일 - 대한민국의 치과의사 이수진.
- 4월 29일
  - 대한민국의 유도 선수 정훈.
  - 대한민국의 정치인 김승수.

### 5월
- 5월 1일 - 미국의 영화감독 웨스 앤더슨.
- 5월 2일 - 대한민국의 전 야구 선수 전호근.
- 5월 5일
  - 대한민국의 기업인 최철원.
  - 일본의 전 프로 야구 선수 이라부 히데키. (~2011년)
- 5월 6일 - 대한민국의 범죄자 김해선.
- 5월 8일 - 일본의 스모 선수 아케보노 다로. (~2024년)
- 5월 9일 - 미국의 영화감독 조 카나한.
- 5월 10일 - 네덜란드의 전 축구 선수, 현 축구 코치 데니스 베르흐캄프.
- 5월 12일 - 대한민국의 세무 출신 정치인 임광현.
- 5월 13일 - 대한민국의 아나운서 김홍성.
- 5월 14일
  - 대한민국의 법조인 이원석.
  - 오스트레일리아의 배우 케이트 블란쳇.
  - 대한민국의 영화 감독 윤제균.
  - 대한민국의 노동운동가 정치인, 제21대 국회의원 이수진.
  - 미국의 가수 대니 우드. (뉴 키즈 온 더 블록)
- 5월 15일 - 대한민국의 현 야구 코치, 전 야구 선수 장원진.
- 5월 16일
  - 대한민국의 가수 김완선.
  - 미국의 배우 트레이시 골드.
- 5월 17일 - 일본의 대중음악가 이가라시 미쓰루 (Every Little Thing).
- 5월 18일
  - 대한민국의 가수 김민우.
  - 미국의 가수 마티카.
  - 일본의 싱어송라이터 마키하라 노리유키.
- 5월 19일 - 덴마크의 영화 감독 토마스 빈터베르.
- 5월 21일 - 일본의 성우 쿠라타 마사요.
- 5월 22일 - 일본의 전 축구 선수 오쿠라 사토시.
- 5월 23일
  - 대한민국의 야구 선수 김기태.
  - 대한민국의 배우 손종범.
  - 대한민국의 연극 배우 황정민.
- 5월 24일 - 대한민국의 배우 이연경.
- 5월 25일
  - 대한민국의 배우 김진서.
  - 대한민국의 탐험가 강동석.
  - 대한민국의 수필가 문현진.
  - 미국의 영화배우 앤 헤이치. (~2022년)
- 5월 26일
  - 대한민국의 전 야구 선수, 야구 해설가 양준혁.
  - 대한민국의 축구 선수 신태용.
- 5월 28일 - 대한민국의 의원 이장우.
- 5월 30일 - 일본의 영화 감독 가와세 나오미.

### 6월
- 6월 2일 - 대한민국의 관료, 법조인, 정치인 장동혁.
- 6월 3일
  - 대한민국의 배우 정재은.
  - 일본의 펜싱 선수 나가노 요시히데.
  - 홍콩의 사회복지사, 정치인 시우카춘. (~2025년)
- 6월 5일 - 대한민국의 연극배우 김희경.
- 6월 6일
  - 대한민국의 정치인 이영.
  - 아르헨티나의 축구 선수 페르난도 레돈도.
- 6월 7일 - 대한민국의 배우 신준영.
- 6월 8일
  - 대한민국의 배우, 교수 김진만.
  - 일본의 전 축구 선수 나카오 고타로.
- 6월 9일 - 대한민국의 배우, 모델 백재진.
- 6월 10일
  - 미국의 영화 감독 지나 프린스바이스우드.
  - 노르웨이의 전 축구 선수 로니 욘센.
- 6월 11일 - 미국의 배우 피터 딘클리지.
- 6월 13일
  - 대한민국의 가수, 작곡가 조규찬.
  - 대한민국의 성우 박웅선.
  - 덴마크의 음악가 쇠렌 라스테드.
  - 미국의 배우 및 가수 제이미 월터스.
- 6월 14일
  - 대한민국의 가수 김현철.
  - 미국의 성우 카일 에이베어.
  - 독일의 테니스 선수 슈테피 그라프.
- 6월 15일
  - 독일의 전 축구 선수 올리버 칸.
  - 대한민국의 전 야구 선수, 현 야구 코치 장원진.
  - 미국의 래퍼, 배우 아이스 큐브.
- 6월 16일
  - 대한민국의 전 야구 선수, 현 야구 코치 박재용.
  - 미국의 래퍼 MC 렌.
- 6월 17일 - 대한민국의 야구 선수 임수혁. (~2010년)
- 6월 19일 - 미국의 언론인, 사회자, 작가 라라 스펜서.
- 6월 20일 - 포르투갈의 축구 선수, 축구 감독 파울루 벤투.
- 6월 21일 - 대한민국의 아나운서 변우영.
- 6월 22일 - 대한민국의 산악인 박무택. (~2004년)
- 6월 24일 - 러시아의 유도 선수, 종합격투기 선수 스베틀라나 군다렌코.
- 6월 25일
  - 대한민국의 배우 추귀정.
  - 대한민국의 전 야구 선수 김유진.
  - 일본의 전 축구 선수 혼다 야스토.
- 6월 26일 - 영국의 밴드 콜린 그린우드.
- 6월 28일 - 스위스의 전 축구 선수 스테판 샤퓌자.
- 6월 29일 - 일본의 변호사, 정치인 하시모토 도루.

### 7월
- 7월 1일 - 일본의 전 야구 선수 히야마 신지로.
- 7월 2일
  - 대한민국의 성우 조영호.
  - 미국의 영화 제작자 제이슨 블럼.
- 7월 4일 - 일본의 프로 레슬링 선수 사쿠라바 가즈시.
- 7월 5일 - 대한민국의 아나운서 박경추.
- 7월 6일
  - 대한민국의 가수, 작곡가 조규만.
  - 대한민국의 정치인 박성진.
  - 대한민국의 음악 평론가, 방송인 김태훈.
- 7월 7일
  - 대한민국의 전 배우 이아로.
  - 미국의 배우 로빈 와이거트.
- 7월 8일
  - 대한민국의 배우, 전 아나운서 임성민.
  - 대한민국의 정치인 김승원.
- 7월 10일
  - 대한민국의 전 야구 선수 양준혁.
  - 대한민국의 야구 선수 박정현.
- 7월 13일
  - 한국 계 미국인 배우, 켄 정.
  - 대한민국의 산악인 김창호.
- 7월 14일
  - 미국의 포르노 전문배우 빌리 헤링턴. (~2018년)
  - 대한민국의 범죄자 정성현.
- 7월 15일 - 대한민국의 앵커, 기자 박유한.
- 7월 16일
  - 대한민국의 배우 김준배.
  - 대한민국의 성우 시영준.
- 7월 17일
  - 대한민국의 아나운서 최영주.
  - 프랑스계 대한민국의 방송인 겸 대학 교수 이다 도시.
  - 오스트레일리아의 배우 제이슨 클라크.
- 7월 20일 - 대한민국의 래퍼 박준형 (god).
- 7월 21일
  - 독일의 승마 선수 이자벨 베르트.
  - 미국의 야구 선수 데니 해리거.
  - 조지아의 유도 선수 아미란 토티카슈빌리.
  - 미국의 배우, 전 미식 축구 선수 맷 윌리그.
- 7월 22일
  - 그리스의 가수 데스피나 반디.
  - 독일의 역도 선수 로니 벨러.
  - 대한민국의 공무원 국승인.
- 7월 24일
  - 대한민국의 성우 안지환.
  - 미국의 영화배우, 가수, 디자이너 제니퍼 로페즈.
  - 대한민국의 변호사 겸 소설가 도태우.
  - 대한민국의 기자 한수진.
- 7월 25일 - 일본의 전 축구 선수 다나다 신.
- 7월 26일
  - 대한민국의 아나운서 김성은.
  - 대한민국의 작가 이경희.
  - 미국의 야구 선수 트레이시 샌더스.
- 7월 27일 - 미국의 프로 레슬링 선수 트리플 H.
- 7월 28일
  - 미국의 사업가 데이나 화이트.
  - 남아프리카 공화국의 이종격투기 선수 마이크 베르나르도. (~2012년)
- 7월 31일
  - 대한민국의 배우 김양우.
  - 이탈리아의 전 축구 선수, 현 축구 감독 안토니오 콘테.

### 8월
- 8월 1일 - 대한민국의 가수 김명철.
- 8월 2일
  - 대한민국의 야구 코치, 전 야구 선수(투수) 구대성.
  - 대한민국의 뮤지컬 배우 최정원.
  - 대한민국의 배우 윤미향.
- 8월 3일
  - 대한민국의 배우 및 가수 남주희.
  - 일본의 성우 무로조노 타케히로.
- 8월 5일 - 대한민국의 정치인 김우영.
- 8월 6일 - 미국의 싱어송라이터 엘리엇 스미스. (~2003년)
- 8월 7일 - 대한민국의 배우 서진원.
- 8월 8일
  - 대한민국의 전 레슬링 선수 송성일. (~1995년)
  - 대한민국의 배우 이정용.
  - 중국의 가수 겸 배우 왕페이.
- 8월 9일
  - 영국 웨일스의 축구 선수 게리 스피드. (~2011년)
  - 대한민국의 축구 선수, 지도자 김태진.
- 8월 10일 - 대한민국의 법조인 장재원.
- 8월 11일
  - 대한민국의 아나운서 이창진.
  - 이라크의 전직 축구 선수, 축구 지도자 라디 셰나이실.
- 8월 12일
  - 대한민국의 전 바둑 기사 정현산. (~2000년)
  - 대한민국의 대학 교수 겸 정치인 김용민.
- 8월 13일 - 스웨덴의 배우 엘린 클링아.
- 8월 14일 - 덴마크의 전 축구 선수 스티 퇴프팅.
- 8월 15일
  - 멕시코의 권투 선수 마리오 곤살레스.
  - 일본의 성우 타카츠카 마사야.
- 8월 16일 - 대한민국의 만화가 김성모.
- 8월 17일
  - 대한민국의 가수 겸 배우 엄정화.
  - 미국의 싱어송라이터, 배우, 제작자 도니 월버그. (뉴 키즈 온 더 블록)
- 8월 18일 - 미국의 배우 에드워드 노턴.
- 8월 19일
  - 대한민국의 정치인 김현아.
  - 대한민국의 가수 양준일.
  - 대한민국의 정치인 정진우.
  - 미국의 힙합 가수 네이트 도그. (~2011년)
  - 미국의 배우 매슈 페리. (~2023년)
  - 미국의 야구 선수 타이론 우즈.
- 8월 20일 - 대한민국의 목사이며 신학교수 신원균.
- 8월 21일 - 대한민국의 영화 감독 박광현.
- 8월 28일
  - 미국의 가수, 배우, 희극인 잭 블랙. (티네이셔스 디)
  - 대한민국의 재즈 가수 나윤선.
  - 대한민국의 전 배구 선수, 배구 감독 하종화.
  - 미국의 기업인 셰릴 샌드버그.
- 8월 29일 - 대한민국의 법조인 변창훈. (~2017년)
- 8월 31일 - 볼리비아의 전 축구 선수 루이스 크리스탈도.

### 9월
- 9월 2일 - 한국계 미국인 뮤지컬 배우 겸 영화배우 최할리.
- 9월 3일 - 미국의 영화 각본가, 영화 감독 노아 바움백.
- 9월 4일 - 오스트레일리아의 배우 노아 테일러.
- 9월 5일
  - 대한민국의 가수 김태욱.
  - 대한민국의 기자 박찬형.
  - 대한민국의 성우 최향윤.
  - 브라질의 축구 감독 레오나르두 아라우주.
  - 미국의 기타리스트 위질 자파.
  - 일본의 성우 코우다 마리코.
- 9월 6일 - 대한민국의 배우 강신구.
- 9월 7일
  - 러시아의 영화감독 키릴 세레브렌니코프.
  - 대한민국의 성우 김호성. (~2021년)
  - 대한민국의 정치인 윤영덕.
  - 미국의 야구 선수 브렌트 쿡슨.
- 9월 8일
  - 대한민국의 야구 선수 구대성.
  - 대한민국의 간호사 출신 정치가 김보라.
  - 웨일스의 축구 선수 게리 스피드.
  - 이탈리아의 축구 감독 에우세비오 디 프란체스코.
- 9월 9일 - 대한민국의 배우 이진아.
- 9월 11일
  - 대한민국의 가수 겸 배우 구준엽.
  - 대한민국의 민선 5 ~ 8기 전라남도의원, 민선 3기 순천시의원 서동욱.
- 9월 12일 - 대한민국의 배우 안현정.
- 9월 13일 - 미국의 배우, 감독 타일러 페리.
- 9월 14일
  - 대한민국의 영화감독 봉준호.
  - 대한민국의 배우 유승목.
- 9월 15일 - 대한민국의 음악가 강현민.
- 9월 17일
  - 대한민국의 영화감독 장항준.
  - 대한민국의 배우 안신우.
  - 아일랜드의 스누커 선수 켄 도허티.
- 9월 18일
  - 프랑스의 축구 심판 스테판 라누아.
  - 대한민국의 정치인 이후삼.
- 9월 19일
  - 일본의 성우, 내레이터 오다 유세이.
  - 대한민국의 음악가 박태희.
  - 대한민국의 건축가 유현준.
  - 대한민국의 성우 김민성.
- 9월 20일
  - 대한민국의 성우 이병욱. (~2021년)
  - 대한민국의 배우 하민.
- 9월 21일 - 대한민국의 유도 선수, 감독 조인호.
- 9월 22일 - 튀르키예의 정치인 얄츤 아크도안.
- 9월 23일 - 대한민국의 정치인 박종효.
- 9월 25일
  - 대한민국의 배우 이종원.
  - 영국의 배우 캐서린 지타존스.
  - 스페인의 유도 선수 레온 비야르.
- 9월 26일
  - 대한민국의 정치인 윤건영.
  - 대한민국의 의원 이상훈.
- 9월 27일 - 이탈리아, 그리스 이중국적의 배우 소피아 밀로스.
- 9월 28일 - 대한민국의 배우 김혜선.
- 9월 29일
  - 러시아의 유도 선수 옐레나 코텔니코바.
  - 미국의 배우 에리카 엘러니액.
  - 벨라루스의 유도 선수 발레리 칠렌티.
  - 오스트리아의 축구 선수, 감독 이비차 바스티치.
- 9월 30일 - 대한민국의 소설가 김별아.

### 10월
- 10월 1일 - 대한민국의 전 야구 선수, 현 야구 코치 가득염.
- 10월 3일 - 미국의 가수 그웬 스테파니.
- 10월 6일
  - 대한민국의 탁구 선수 현정화.
  - 대한민국의 법조인, 정치인 김미애.
  - 말레이시아의 15대 국왕 무하맛 5세.
- 10월 8일
  - 일본의 싱어송라이터 시모지 이사무.
  - 미국의 포르노 배우, 댄서, 모델 줄리아 앤.
- 10월 9일
  - 영국의 영화감독 스티브 매퀸.
  - 영국의 음악가 PJ 하비.
  - 대한민국의 희극인 이태식.
  - 대한민국의 배우 김민수.
- 10월 10일 - 대한민국의 전 야구 선수 서정민.
- 10월 11일 - 네덜란드의 왕자 콘스탄테인 데르 네덜란덴.
- 10월 13일 - 대한민국의 만화가 박광수.
- 10월 14일
  - 러시아의 전 축구 선수, 현 축구 코치 빅토르 오놉코.
  - 대한민국의 만화가 이우일.
- 10월 15일
  - 대한민국의 가수, 작곡가 윤종신.
  - 대한민국의 배우 박동빈.
  - 대한민국의 배우 박은영.
  - 포르투갈의 전 축구 선수 비토르 바이아.
- 10월 16일
  - 미국의 트럼펫 연주자 로이 하그로브. (~2018년)
  - 대한민국의 배우 황인정.
- 10월 19일 - 미국의 애니메이터 트레이 파커.
- 10월 22일
  - 대한민국의 전 야구 선수, 현 야구 코치 김태한.
  - 미국의 영화 감독 스파이크 존즈.
  - 대한민국의 배우 이승신.
- 10월 23일
  - 중국의 천문학자 장다칭.
  - 대한민국의 성우 변영희.
  - 대한민국의 영화 감독 원신연.
- 10월 24일
  - 대한민국의 영화 감독 겸 웹툰 작가 양우석.
  - 일본의 소설가 요시다 스나오. (~2004년)
- 10월 25일
  - 미국의 성우 니카 퍼터먼.
  - 왕태윤.
- 10월 26일 - 잉글랜드의 전 축구 선수 사리나 비흐만.
- 10월 29일 - 대한민국의 트로트 가수 진시몬.
- 10월 31일 - 대한민국의 건축 평론가, 기자 구본준. (~2014년)

### 11월
- 11월 1일
  - 대한민국의 학원인 조진만. (~2001년)
  - 콜롬비아의 축구 심판 오스카르 루이스.
  - 대한민국의 희극인 겸 MC 이병진.
- 11월 3일
  - 이탈리아의 음악가, DJ 로버트 마일즈. (~2017년)
  - 대한민국의 정치인, 전 판사 이수진.
- 11월 4일
  - 대한민국의 역도 선수 전병관.
  - 대한민국의 모델 이소라.
  - 미국의 랩 가수 숀 콤스 (퍼프 대디).
  - 미국의 배우 매슈 매코너헤이.
  - 미국의 배우 서맨사 스미스.
- 11월 5일 - 대한민국의 영화 감독, 각본가 김한민.
- 11월 6일 - 대한민국의 가수, 작곡가, 방송인 주영훈.
- 11월 7일 - 미국의 기업인, AMD의 CEO 리사 수.
- 11월 9일 - 대한민국의 배우 정준호.
- 11월 10일
  - 독일의 축구 선수 옌스 레만.
  - 미국의 배우 엘런 폼페오.
- 11월 12일
  - 대한민국의 가수, 희극인 홍록기.
  - 대한민국의 축구 선수 조정현. (~2022년)
- 11월 13일
  - 일본의 성우 아사노 마유미.
  - 스코들랜드의 배우 제라드 버틀러.
- 11월 17일
  - 대한민국의 정치인 박홍근.
  - 일본의 성우 오키아유 료타로.
- 11월 20일 - 독일의 축구 심판 볼프강 슈타르크.
- 11월 21일 - 미국의 야구 선수 켄 그리피 주니어.
- 11월 23일
  - 에콰도르의 축구 심판 비론 모레노.
  - 필리핀의 배우 로빈 파디야.
- 11월 25일 - 대한민국의 배우 이범수.
- 11월 26일 - 대한민국의 만화가 박순찬.
- 11월 27일 - 대한민국의 성우 이영리.
- 11월 28일 - 대한민국의 배우 유준상.
- 11월 29일
  - 대한민국의 가수 현주.
  - 대한민국의 야구 선수 이영복.
  - 미국의 야구 선수 마리아노 리베라.
- 11월 30일 - 미국의 배우 에이미 라이언.

### 12월
- 12월 1일 - 대한민국의 법조인 이호철.
- 12월 2일 - 대한민국의 배우 윤상호.
- 12월 3일 - 대한민국의 변호사 강용석.
- 12월 4일
  - 대한민국의 평론가 겸 번역가 표정훈.
  - 미국의 가수 제이Z.
- 12월 5일 - 영국의 영화감독 린 램지.
- 12월 8일 - 대한민국의 배우 하희라.
- 12월 9일
  - 프랑스의 전 축구 선수 빅상트 리자라쥐.
  - 대한민국의 영화감독 김태용.
  - 미국의 전 야구 선수 마이크 피어리.
- 12월 11일
  - 대한민국의 방송프로듀서, 연출가 한경천.
  - 대한민국의 가수 조진수.
- 12월 13일 - 일본의 성우 이시카와 히데오.
- 12월 14일
  - 이탈리아의 베이스바리톤 가수 일데브란도 다르칸젤로.
  - 대한민국의 성우 엄태국.
  - 대한민국의 음악가, 기타 연주자 이현석.
- 12월 15일 - 대한민국의 배우 최재원.
- 12월 17일
  - 대한민국의 성우 김영선.
  - 미국의 종합격투기 선수 척 리델.
- 12월 18일 - 스페인의 전 축구 선수 산티아고 카니사레스.
- 12월 19일 - 영국의 방송인 리처드 해먼드.
- 12월 20일
  - 대한민국의 배우 안정훈.
  - 루마니아의 정치인 니쿠쇼르 단.
  - 스위스의 소설가 알랭 드 보통.
  - 일본의 성우 요코야마 치사.
- 12월 21일
  - 프랑스, 미국의 배우, 현 영화 감독, 싱어송라이터 줄리 델피.
  - 대한민국의 가수 강원래.
  - 대한민국의 아나운서 김완태.
- 12월 22일 - 대한민국의 정치인, 변호사 이정희.
- 12월 23일 - 대한민국의 배우 김혜리.
- 12월 26일 - 대한민국의 가야금 작곡가, 연주가 곽수은.
- 12월 27일
  - 대한민국의 희극인 이창명.
  - 미국의 프로레슬링 선수 차이나. (~2016년)
- 12월 28일
  - 대한민국의 기타리스트 김정연.
  - 핀란드의 SW 개발자 리누스 토르발스.
  - 대한민국의 배우, 희극인 공기탁.
- 12월 29일
  - 대한민국의 가수 이소라.
  - 대한민국의 성우 김희선.
- 12월 30일
  - 에스토니아의 대통령 케르스티 칼률라이드.
  - 사우디아라비아의 기업인 알리 알 파라지.
  - 잉글랜드의 가수 제이 케이.
- 12월 31일
  - 대한민국의 배우 남성진.
  - 미국의 정치인 타헤샤 웨이.

### 미상
- 대한민국의 기자 김도엽.
- 대한민국의 법조인 김동진.
- 대한민국의 프로듀서 김성근.
- 대한민국의 소설가 김진규.
- 대한민국의 성우 박조호.
- 대한민국의 철학자, 시인 서동욱.
- 대한민국의 영화 감독 정재은.
- 대한민국의 소설가 조현.
- 대한민국의 가수 지선영.
- 대한민국의 배우 단강호.
- 대한민국의 방송인 김민석.
- 대한민국의 가수 김정은.
- 대한민국의 배우 김희정.
- 대한민국의 유도 감독 정훈.
- 대한민국의 영화 감독 박희곤. (~2025년)

## 사망

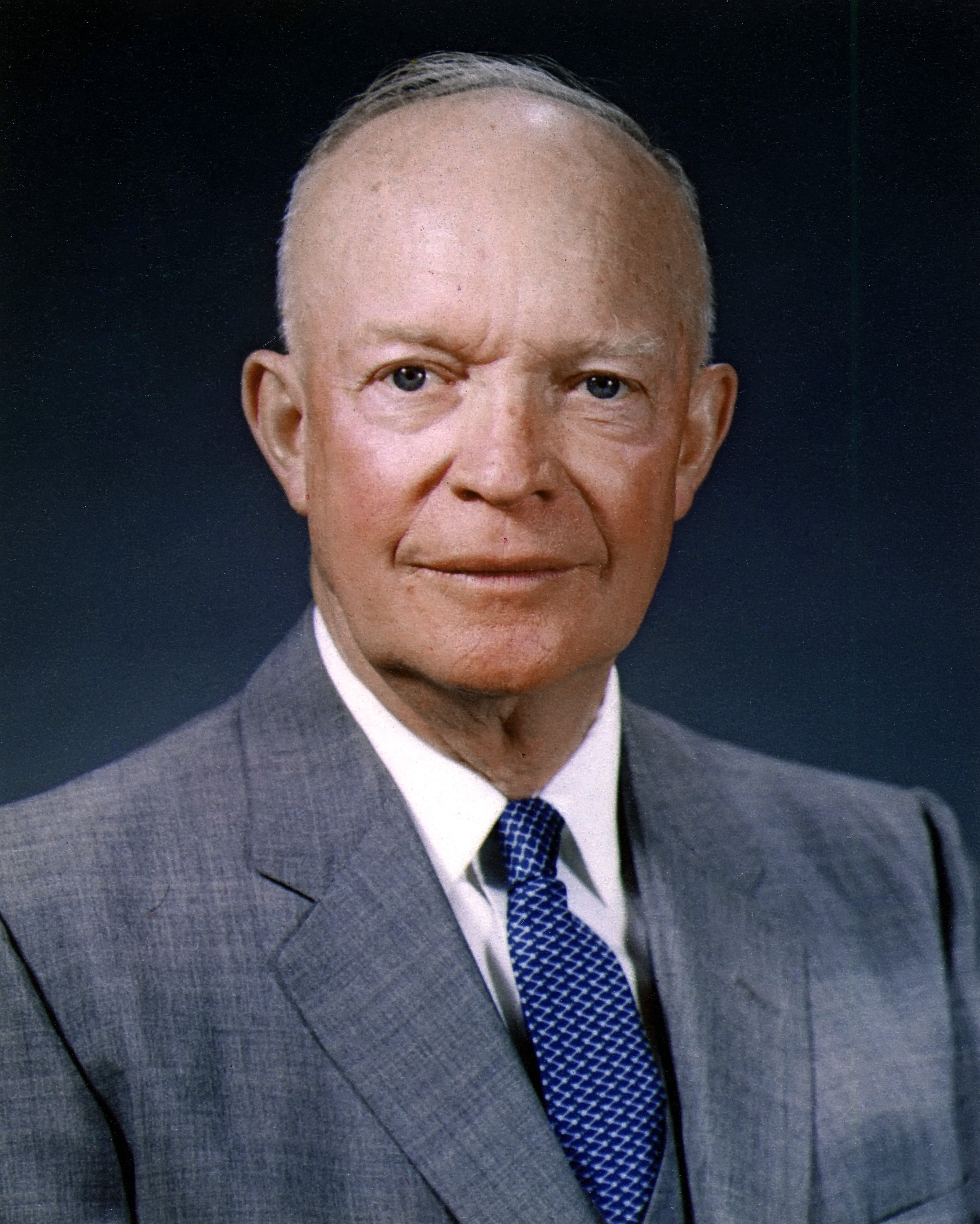
드와이트 D.아이젠하워

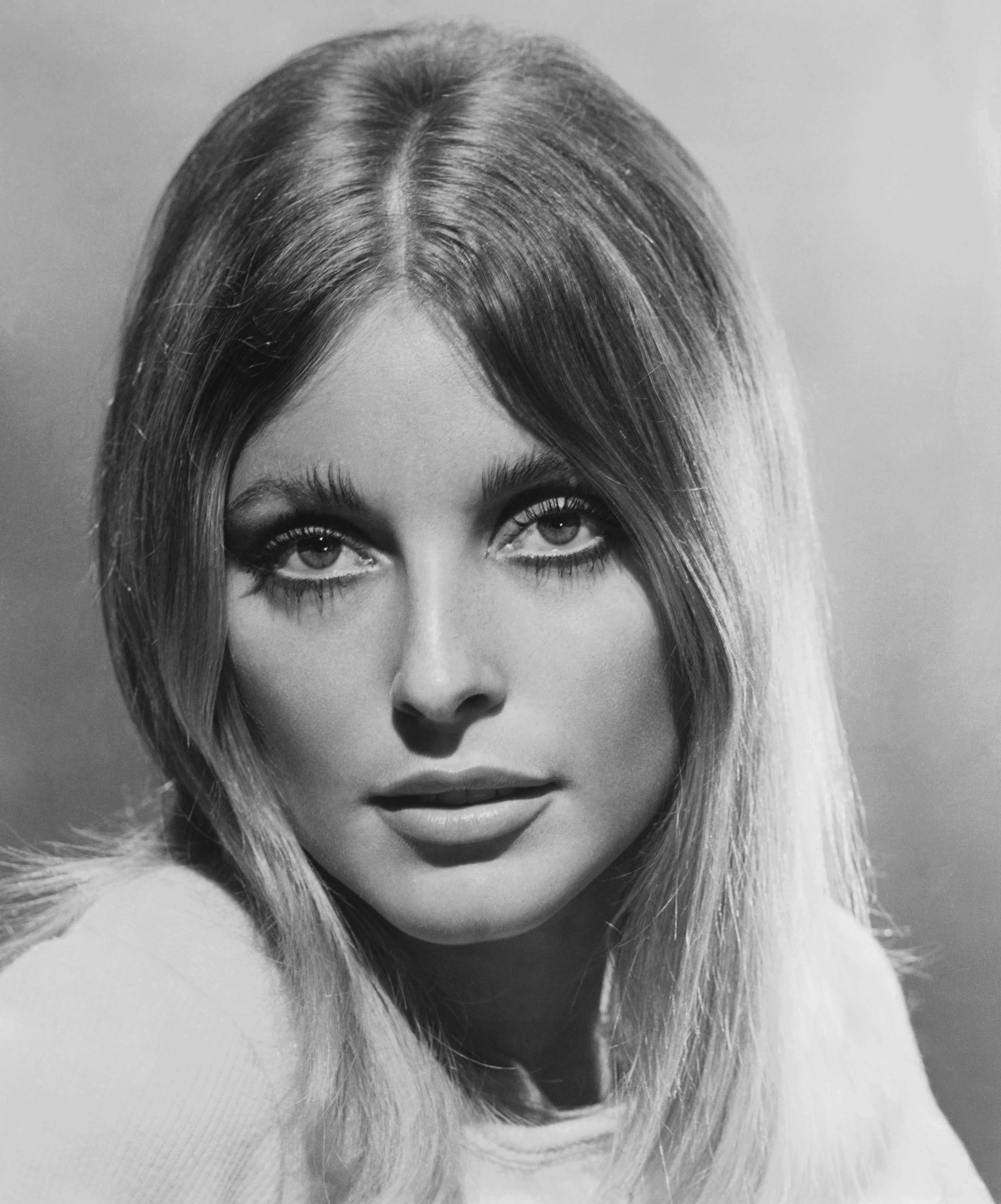
샤론 테이트

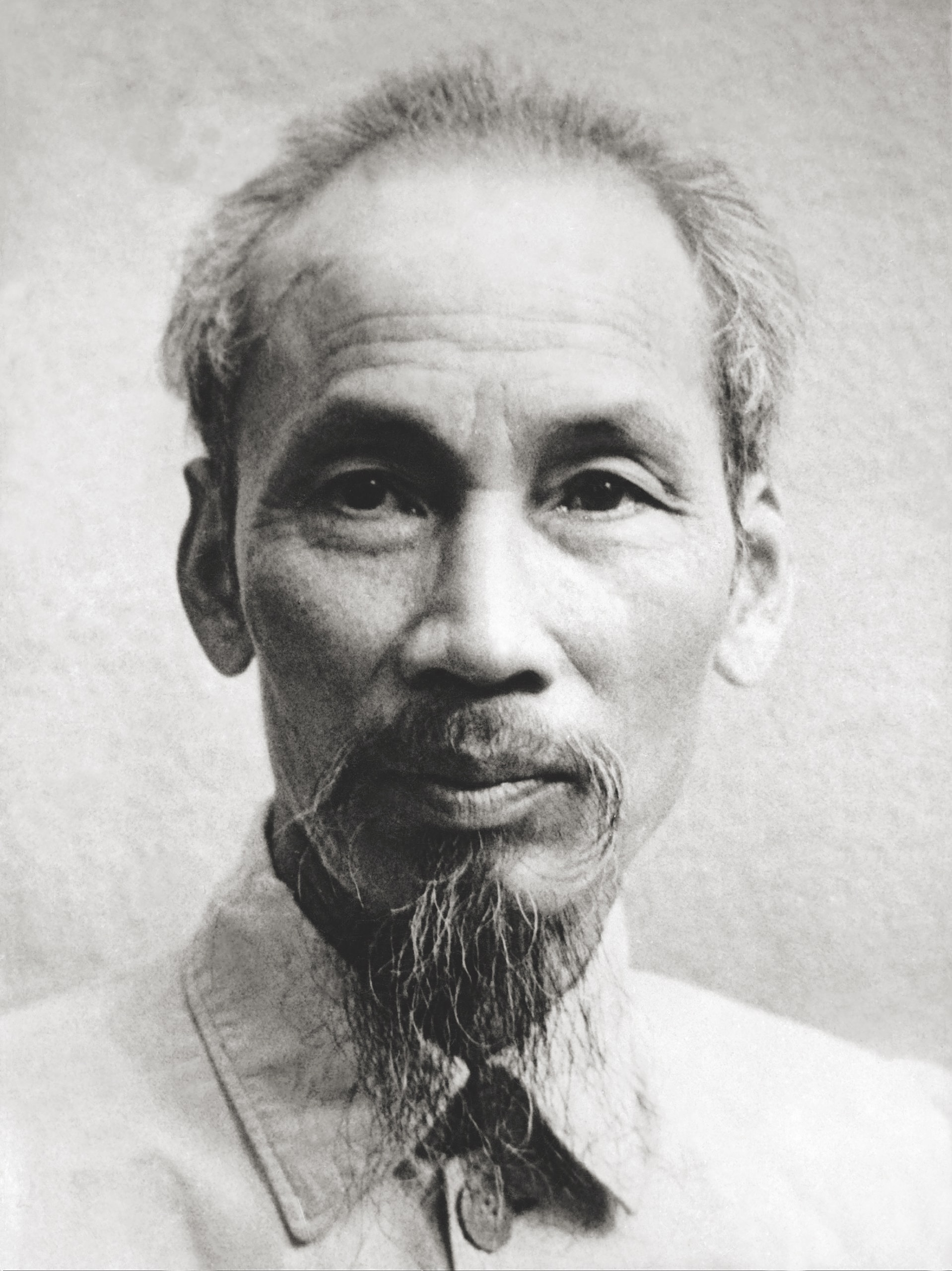
호찌민

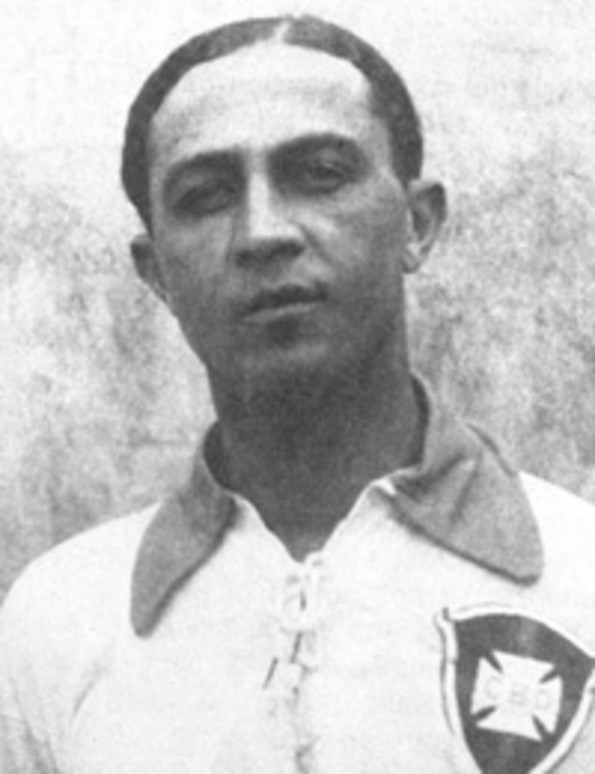
아르투르 프리덴라이히

- 1월 11일 - 독일의 사회학자 레오폴트 폰 비제. (1876년~)
- 3월 24일 - 콩고민주공화국의 초대 대통령 조제프 카사부부. (1917년~)
- 3월 28일 - 미국의 제34대 대통령, 장군 드와이트 D. 아이젠하워. (1890년~)
- 4월 7일 - 대한민국의 시인 신동엽. (1930년~)
- 4월 25일 - 대한민국의 정치인 김용환. (1900년~)
- 5월 24일 - 미국의 배우 폴 버치. (1912년~)
- 6월 8일 - 미국의 영화배우 로버트 테일러. (1911년~)
- 6월 22일 - 미국의 가수, 배우 주디 갈런드. (1922년~)
- 6월 29일 - 콩고민주공화국의 정치인 모이즈 촘베. (1919년~)
- 7월 2일 - 일본의 영화감독 나루세 미키오. (1905년~)
- 8월 9일 - 미국의 영화배우 샤론 테이트. (1943년~)
- 8월 22일 - 대한민국의 정치인, 언론인, 만화가 김동성. (1890년~)
- 9월 2일 - 베트남의 정치인, 제1대 국가주석 호찌민. (1890년~)
- 9월 6일 - 브라질의 축구 선수 아르투르 프리덴라이히. (1892년~)
- 9월 28일 - 불가리아의 정치인 키몬 게오르기에프. (1882년~)
- 9월 30일 - 영국의 심리학자 프레더릭 바틀렛. (1886년~)
- 12월 2일 - 소련의 군인 클리멘트 보로실로프. (1881년~)
- 12월 31일 - 대한민국의 기업인 구인회. (1907년~)

## 노벨상
- 경제학상:랑나르 프리슈, 얀 틴베르헨
- 문학상:새뮤얼 베케트
- 물리학상:머리 겔만
- 생리학 및 의학상: 막스 델브뤽, 앨프리드 허시, 살바도르 루리아
- 평화상: 국제노동기구
- 화학상:디릭 바턴, 오드 하셀

## 달력
| 1월 |    |    |    |    |    |    |
| 일  | 월 | 화 | 수 | 목 | 금 | 토 |
|     |    |    | 1  | 2  | 3  | 4  |
| 5   | 6  | 7  | 8  | 9  | 10 | 11 |
| 12  | 13 | 14 | 15 | 16 | 17 | 18 |
| 19  | 20 | 21 | 22 | 23 | 24 | 25 |
| 26  | 27 | 28 | 29 | 30 | 31 |    |

| 2월 |    |    |    |    |    |    |
| 일  | 월 | 화 | 수 | 목 | 금 | 토 |
|     |    |    |    |    |    | 1  |
| 2   | 3  | 4  | 5  | 6  | 7  | 8  |
| 9   | 10 | 11 | 12 | 13 | 14 | 15 |
| 16  | 17 | 18 | 19 | 20 | 21 | 22 |
| 23  | 24 | 25 | 26 | 27 | 28 |    |

| 3월 |    |    |    |    |    |    |
| 일  | 월 | 화 | 수 | 목 | 금 | 토 |
|     |    |    |    |    |    | 1  |
| 2   | 3  | 4  | 5  | 6  | 7  | 8  |
| 9   | 10 | 11 | 12 | 13 | 14 | 15 |
| 16  | 17 | 18 | 19 | 20 | 21 | 22 |
| 23  | 24 | 25 | 26 | 27 | 28 | 29 |
| 30  | 31 |    |    |    |    |    |

| 4월 |    |    |    |    |    |    |
| 일  | 월 | 화 | 수 | 목 | 금 | 토 |
|     |    | 1  | 2  | 3  | 4  | 5  |
| 6   | 7  | 8  | 9  | 10 | 11 | 12 |
| 13  | 14 | 15 | 16 | 17 | 18 | 19 |
| 20  | 21 | 22 | 23 | 24 | 25 | 26 |
| 27  | 28 | 29 | 30 |    |    |    |

| 5월 |    |    |    |    |    |    |
| 일  | 월 | 화 | 수 | 목 | 금 | 토 |
|     |    |    |    | 1  | 2  | 3  |
| 4   | 5  | 6  | 7  | 8  | 9  | 10 |
| 11  | 12 | 13 | 14 | 15 | 16 | 17 |
| 18  | 19 | 20 | 21 | 22 | 23 | 24 |
| 25  | 26 | 27 | 28 | 29 | 30 | 31 |

| 6월 |    |    |    |    |    |    |
| 일  | 월 | 화 | 수 | 목 | 금 | 토 |
| 1   | 2  | 3  | 4  | 5  | 6  | 7  |
| 8   | 9  | 10 | 11 | 12 | 13 | 14 |
| 15  | 16 | 17 | 18 | 19 | 20 | 21 |
| 22  | 23 | 24 | 25 | 26 | 27 | 28 |
| 29  | 30 |    |    |    |    |    |

| 7월 |    |    |    |    |    |    |
| 일  | 월 | 화 | 수 | 목 | 금 | 토 |
|     |    | 1  | 2  | 3  | 4  | 5  |
| 6   | 7  | 8  | 9  | 10 | 11 | 12 |
| 13  | 14 | 15 | 16 | 17 | 18 | 19 |
| 20  | 21 | 22 | 23 | 24 | 25 | 26 |
| 27  | 28 | 29 | 30 | 31 |    |    |

| 8월 |    |    |    |    |    |    |
| 일  | 월 | 화 | 수 | 목 | 금 | 토 |
|     |    |    |    |    | 1  | 2  |
| 3   | 4  | 5  | 6  | 7  | 8  | 9  |
| 10  | 11 | 12 | 13 | 14 | 15 | 16 |
| 17  | 18 | 19 | 20 | 21 | 22 | 23 |
| 24  | 25 | 26 | 27 | 28 | 29 | 30 |
| 31  |    |    |    |    |    |    |

| 9월 |    |    |    |    |    |    |
| 일  | 월 | 화 | 수 | 목 | 금 | 토 |
|     | 1  | 2  | 3  | 4  | 5  | 6  |
| 7   | 8  | 9  | 10 | 11 | 12 | 13 |
| 14  | 15 | 16 | 17 | 18 | 19 | 20 |
| 21  | 22 | 23 | 24 | 25 | 26 | 27 |
| 28  | 29 | 30 |    |    |    |    |

| 10월 |    |    |    |    |    |    |
| 일   | 월 | 화 | 수 | 목 | 금 | 토 |
|      |    |    | 1  | 2  | 3  | 4  |
| 5    | 6  | 7  | 8  | 9  | 10 | 11 |
| 12   | 13 | 14 | 15 | 16 | 17 | 18 |
| 19   | 20 | 21 | 22 | 23 | 24 | 25 |
| 26   | 27 | 28 | 29 | 30 | 31 |    |

| 11월 |    |    |    |    |    |    |
| 일   | 월 | 화 | 수 | 목 | 금 | 토 |
|      |    |    |    |    |    | 1  |
| 2    | 3  | 4  | 5  | 6  | 7  | 8  |
| 9    | 10 | 11 | 12 | 13 | 14 | 15 |
| 16   | 17 | 18 | 19 | 20 | 21 | 22 |
| 23   | 24 | 25 | 26 | 27 | 28 | 29 |
| 30   |    |    |    |    |    |    |

| 12월 |    |    |    |    |    |    |
| 일   | 월 | 화 | 수 | 목 | 금 | 토 |
|      | 1  | 2  | 3  | 4  | 5  | 6  |
| 7    | 8  | 9  | 10 | 11 | 12 | 13 |
| 14   | 15 | 16 | 17 | 18 | 19 | 20 |
| 21   | 22 | 23 | 24 | 25 | 26 | 27 |
| 28   | 29 | 30 | 31 |    |    |    |

### 음양력 대조 일람
| 음력월 | 월건 | 대소 | 음력 1일의 양력 월일 | 음력 1일 간지 |
| ------ | ---- | ---- | -------------------- | ------------- |
| 1월    | 병인 | 소   | 2월 17일             | 계해          |
| 2월    | 정묘 | 대   | 3월 18일             | 임진          |
| 3월    | 무진 | 소   | 4월 17일             | 임술          |
| 4월    | 기사 | 대   | 5월 16일             | 신묘          |
| 5월    | 경오 | 소   | 6월 15일             | 신유          |
| 6월    | 신미 | 대   | 7월 14일             | 경인          |
| 7월    | 임신 | 대   | 8월 13일             | 경신          |
| 8월    | 계유 | 소   | 9월 12일             | 경인          |
| 9월    | 갑술 | 대   | 10월 11일            | 기미          |
| 10월   | 을해 | 소   | 11월 10일            | 기축          |
| 11월   | 병자 | 대   | 12월 9일             | 무오          |
| 12월   | 정축 | 소   | 1970년 1월 8일       | 무자          |